# Raquel Calderón
Raquel Calderón Argandoña (Santiago, 14 de fevereiro de 1991), mais conhecida como Kel ou Raquelita, é uma cantora e atriz chilena, licenciada em direito e ciências sociais. Ficou conhecida ainda criança por ser filha da apresentadora de TV Raquel Argandoña.
Sua estreia na televisão foi na série juvenil da TVN Karkú e na música por ser membro da banda chilena Six Pack, ganhadora de um Prêmio MTV Latino em 2007. No ano seguinte, lançou sua carreira solo com seu álbum de estréia No molestar!. Em 2010 começou a cursar Direito na Universidade do Chile.

## Carreira
Calderón atuou na série juvenil da TVN Karkú (2007), que também tinha um grupo musical, integrado pelos mesmos atores. A banda chamada Six Pack lançou seu primeiro single, "Chico Malo" tocou nas rádios chilenas, enquanto que o segundo intitulado "Cada vez" ganhou um clipe na MTV, ganhando um prêmio MTV Latino na categoria Melhor artista novo centro. Em paralelo, começou a se preparar para uma carreira como cantora solo, tendo aulas de canto e violão com o músico uruguaio Gonzalo Yáñez. No final do mesmo ano, a produtora da série My Friend conseguiu um contrato com o Canal 13 para estrelar uma nova série chamada Antonia (finalmente intitulada Nadie me entiende), o que causou desgostos dentro da TVN que planejava impulsionar a carreira da Six Pack no Festival de Viña e Calderón seria o rosto de um canal rival.
Em 2 de janeiro de 2008, por conflitos internos entre Raquel, seu pai Hernán Calderón e a produtora My Friend Entertainment, seu contrato se deu por terminado. Seus trabalhos em Karkú, Six Pack, e a nova série no Canal 13 foram cancelados.
Em 27 de março de 2008, já com o seu primeiro single como cantora solo lançado, Kel abriu shows da cantora mexicana Belinda no Teatro Caupólican. Nesse mesmo ano, participou do El baile en TVN.
Em 2010 fez parte de Fiebre de baile do Chilevisión. Após a sua eliminação, foi chamada pelo Canal 13 para ser palestrante do Acoso textual, apresentado por Sergio Lagos.
Em 2011, durante uma fase de renovação no CQC do Mega, Raquel foi confirmada como uma das condutoras da que seria a última temporada.
Durante o ano de 2012 participou, junto de sua mãe em um capítulo do docurreality Adopta un famoso, onde ambas deviam viver na casa de uma família desconhecida. Depois da boa aceitação, TVN decidiu realizar um reality show focado exclusivamente nelas, intitulado Las Argandoña. Além delas, também estavam a sua avó Eliana e sua babá, Nancy. O reality foi cancelado por baixa audiência, mas serviu para promover seu single "Walk Away", que era o seu regresso à música (ainda sem disco).

## Vida pessoal
Em 2010, entrou para a Universidade do Chile para cursar Direito. Paralelamente, participou do Fiebre de baile do Chilevisión, onde se tornou público seu romance com seu companheiro de elenco, Paulo Schilling.

## Filmografia

### Atriz
| Ano       | Título       | Personagem        | Notas              |
| --------- | ------------ | ----------------- | ------------------ |
| 2007-2008 | Karkú        | Fernanda Urquieta | Serie de televisão |
| 2013      | Fierce       | Ela mesma         | Série online       |
| 2014      | Maldito amor | Beatriz Vial      | Filme              |

### Participação
| Ano  | Título          | Notas                       |
| ---- | --------------- | --------------------------- |
| 2008 | Gente como tú   |                             |
| 2008 | El baile en TVN | Participante (6 episódios)  |
| 2010 | Fiebre de baile | Participante (16 episódios) |
| 2010 | Acoso textual   | Palestrante                 |
| 2011 | C.Q.C Chile     | Apresentadora               |
| 2012 | Las Argandoña   | Protagonista                |

## Discografia

### Álbuns de estúdio
- No molestar! (2008)

### Singles
- "Tenerte cerca" (2008)
- "Me creo punky" (2008)
- "Simplemente" (2009)
- "Walk away" (2013)
- "Mine" (2013)

## Videografia
| Videoclips | Videoclips      | Videoclips | Videoclips                     | Videoclips |
| Ano        | Vídeo           | Artista    | Diretor                        |            |
| ---------- | --------------- | ---------- | ------------------------------ | ---------- |
| 2008       | "Me creo Punky" | Ela mesma  | Pablo Cifuentes                |            |
| 2008       | "Tenerte cerca" | Ela mesma  | Esteban Vidal                  |            |
| 2009       | "Simplemente"   | Ela mesma  | Jorge Rosales s.               |            |
| 2013       | "Walk Away"     | Ela mesma  |                                |            |
| 2013       | "Mine"          | Ela mesma  | Neven Ilic / Juan Pablo Molina |            |

## Prêmios e Indicações
| Ano                | Premiação                  | Categoria       | Resultado | Ref |
| ------------------ | -------------------------- | --------------- | --------- | --- |
| 2007               |                            |                 |           |     |
| Prêmios MTV Latino | Melhor artista novo centro | Venceu Six Pack |           |     |